# Force d'Eötvös

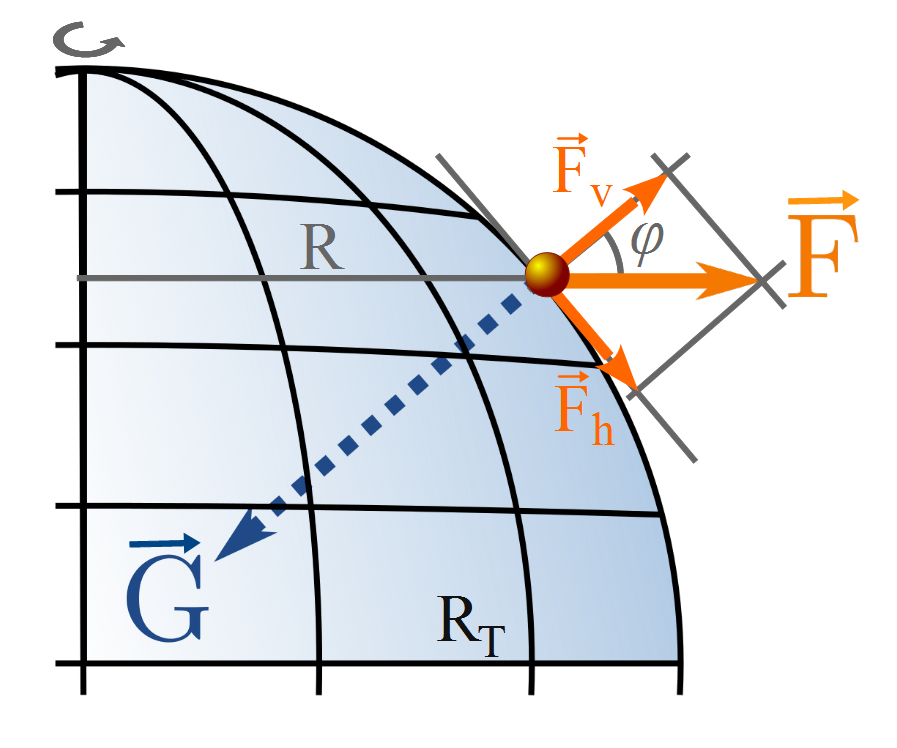
Schéma de forces.

La force d'Eötvös est une diminution de la pesanteur ressentie sur Terre par un mobile se déplaçant d'ouest en est, et inversement une augmentation pour un déplacement dans l'autre direction. Cette force inertielle fictive est due à la variation de l'accélération axifuge résultant de ce mouvement dans le référentiel en rotation qu'est la planète.

## Histoire
L'éponyme de l’effet Eötvös est le physicien hongrois Loránd Eötvös (1848-1919) qui l'a mis en évidence en 1919 avec des expériences de laboratoire, grâce à une balance mise en rotation. Avant Eötvös, Gustave Coriolis (1792-1843) en avait prédit l'existence dès 1835 et Oskar Hecker (de) (1864-1938) l'avait mis en évidence au début du XXe siècle sur un navire en pleine mer. 
Ce terme apparut pour la première fois dans la théorie d'Alfred Wegener, qui envisageait que plusieurs forces étaient susceptibles de jouer un rôle primordial dans le déplacement des continents : Il suggère que ces continents s'éloignaient vers l'ouest, du fait de la rotation de la Terre et de l'effet des marées. Les continents du globe migraient des pôles à l'équateur grâce à la force d'Eötvös.
En 1924, Harold Jeffreys rejette l'idée de Wegener en assurant que les forces envisagées n'étaient pas assez puissantes pour mouvoir des continents. Le moteur de la dérive des continents — la force d'Eötvös selon Wegener — est le point faible de sa théorie : non seulement la force évoquée par Wegener est bien trop faible pour déplacer des continents, mais de plus le fait que la Terre puisse être déformée par ces forces à la seule condition que ces forces agissent pendant une longue période a d'emblée été rejeté par la communauté scientifique de l'époque.
C'est une preuve évidente et facile à falsifier d'une terre en rotation et donc sphérique.

## La force d'Eötvös
Cette force se manifeste lorsqu'on mesure l'accélération de gravité à bord d'un mobile en mouvement. Historiquement, elle a été détectée lors de mesures de gravimétrie à bord de navires en mouvement.

### Explication physique
La pesanteur ressentie à la surface de la Terre résulte principalement de l'attraction qui s'exerce entre tous les corps massiques, selon le principe de la gravitation universelle d'Isaac Newton.
Toutefois, comme la Terre est en rotation autour de son axe, les objets situés à sa surface ressentent une accélération axifuge (c'est-à-dire perpendiculaire à l'axe de rotation de la Terre). Celle-ci est nulle aux pôles et maximum à l'équateur. Elle varie comme le cosinus de la latitude. L'effet de cette accélération axifuge est assez faible : elle diminue la pesanteur d'environ 0,3 % à l'équateur où son effet est maximal.
La force d'Eötvös se manifeste lorsqu'un mobile se déplace vers l'est ou vers l'ouest : sa vitesse propre se cumule à la vitesse de rotation de la Terre et augmente ou diminue (selon la direction du mouvement) la force axifuge, c'est-à-dire la pesanteur ressentie.

### Expression mathématique
La force d'Eötvös, Ge[réf. nécessaire] vaut :
{\displaystyle G_{\mathrm {e} }=2{\mathit {\Omega }}u\cos \phi +{\frac {u^{2}+v^{2}}{R}}.}
Ω est la vitesse de rotation de la Terre ;

u est la vitesse dans le sens latitudinal (est-ouest) ;

Φ est la latitude où les mesures sont prises ;

v est la vitesse dans le sens longitudinal (nord-sud) ;

R est le rayon de la Terre.

### Exemple d'application numérique
Voici l'intensité de l'accélération d’Eötvös pour un navire voguant à la vitesse de 40 km/h (environ 20 nœuds) à la latitude de 45 degrés :

Ω = 1 tour en 24 heures = {\displaystyle \textstyle {\frac {2\times \pi }{24\times 3600}}=7{,}272.10^{-5}\ {\rm {rad/s}}} ;

u = 40 km/h = 11,111 m/s ;

Φ = 45 degrés = (π/4) rad = 0,787 4 rad ;

v = 0 ;

R = 6,371 × 106 m.
Ge = 1,16 × 10−3 m/s2,

à comparer avec l'intensité normale de l'accélération de la pesanteur qui vaut 9,81 m/s2.

#### Publications originales
- [Eötvös 1919] (de) Roland Eötvös, « Experimenteller Nachweis der Schwereänderung, die ein auf normal geformter Erdoberfläche in östlicher oder westlicher Richtung bewegter Körper durch diese Bewegung erleidet », Annalen der Physik, vol. 364, no 16,‎ 1919, p. 743-752 (OCLC 4650566822, DOI 10.1002/andp.19193641604, Bibcode 1919AnP...364..743E, lire en ligne).
- [Eötvös 1920] (hu) Loránd Eötvös (trad. de l'allemand), « Kisérleti kimutatása annak a nehézségi változásnak, a melyet valamely, a szabályos alakúnak felvett földfelületen keleti vagy nyugati irányban mozgó test e mozgás által szenved », Mathematikai és természettudományi értesítő, vol. 37,‎ 1920, p. 1-28 (lire en ligne).
- [Eötvös 2001] (en) Loránd Eötvös (trad. de l'allemand), « Experimental demonstration of the gravity variation to which a body is subjected when moving to the East or West on the surface of the Earth », Studia physica Savariensia, t. VIII,‎ 2001, p. 65-68 (lire en ligne).

#### Dictionnaires et encyclopédies
- [Allaby 2020] (en) Michael Allaby (éd.), A dictionary of geology and Earth sciences, Oxford, Oxford University Press, coll. « Oxford Quick Reference », janvier 2020, 5e éd. (1re éd. janvier 1990), 1 vol., 720, 12,9 × 19,6 cm (ISBN 978-0-198-83903-3, EAN 9780198839033, OCLC 1136344200, DOI 10.1093/acref/9780198839033.001.0001, présentation en ligne, lire en ligne), s.v.Eötvös effect.
- [Taillet, Villain et Febvre 2018] Richard Taillet, Loïc Villain et Pascal Febvre, Dictionnaire de physique, Louvain-la-Neuve, De Boeck Supérieur, hors coll., janvier 2018, 4e éd. (1re éd. mai 2008), 1 vol., X-956, ill., 17 × 24 cm (ISBN 978-2-8073-0744-5, EAN 9782807307445, OCLC 1022951339, SUDOC 224228161, présentation en ligne, lire en ligne), s.v.Eötvös (effet), p. 269-270.

#### Autres
- [Gerkema et Gostiaux 2009] Theo Gerkema et Louis Gostiaux, « Petite histoire de la force de Coriolis », Reflets de la physique, no 17,‎ décembre 2009, p. 18-21 (DOI 10.1051/refdp/2009026, résumé, lire en ligne).
- Voyage à l'intérieur de la terre: de la géographie antique à la géophysique moderne : une histoire des idées, Vincent Deparis, Hilaire Legros, CNRS, 2000  (ISBN 2-271-05729-9)